# Congkrang (Bejen)
Congkrang is een bestuurslaag in het regentschap Temanggung van de provincie Midden-Java, Indonesië. Congkrang telt 1156 inwoners (volkstelling 2010).